# Stop Me If You Think You've Heard This One Before
"Stop Me If You Think You've Heard This Before" é uma música da banda inglesa The Smiths. Também lançada como single em novembro de 1987, a música também está contida no quarto álbum, Strangeways, Here We Come e nas coleções subsequentes Stop Me e The Very Best of The Smiths.

## Produção
Escrita por Morrissey e Marr e gravada nos estúdios Wool Hall em Bath na primavera de 1987, a canção nunca foi lançada como single no Reino Unido. Na verdade, parece que a BBC bloqueou a sua transmissão de rádio devido a supostas referências no texto a assassinatos em massa, especialmente depois de, em Agosto do mesmo ano, um homem armado com uma metralhadora ter aberto fogo contra a multidão do mercado na pequena aldeia de Hungerford, matando doze pessoas e ferindo outras vinte, antes de tirar a própria vida. O single, entretanto, foi lançado no resto da Europa, bem como na América, Austrália e Japão.
Morrissey, quando questionado sobre isso, declarou em uma entrevista à NME em fevereiro de 1988: "Eu queria desesperadamente que [a música] fosse lançada. A Rough Trade enviou promoções para a BBC Radio 1, mas eles disseram que nunca a lançariam em nenhuma circunstância, precisamente por causa das referências ao assassinato em massa. Eles disseram que as pessoas iriam instantaneamente relacionar isso com o que aconteceu em Hungerford e que isso levaria milhares de pessoas a sair e comprar metralhadoras, para então matarem os seus próprios avós. Acho que a Rough Trade deveria ter lançado Death Of A Disco Dancer, só para ser um pouco chato."
A capa traz uma foto do ator e cantor britânico Murray Head, tirada do filme The Family Way, dirigido por Roy Boulting, em 1966.

## Lançamento
Além de seu lançamento pela Strangeways, Here We Come, "Stop Me If You Think You've Heard This One Before" foi originalmente planejado para ser lançado como o segundo single do álbum. Singles promocionais foram impressos e enviados para a Radio 1. No entanto, o lançamento do single da música veio na sequência do massacre de Hungerford, no qual 16 pessoas foram assassinadas, e a BBC recusou-se a tocar a música alegando que a letra "planejar um assassinato em massa" era ofensiva. Como resultado, a música não foi lançada como single no Reino Unido e "I Started Something I Couldn't Finish" foi selecionada.
A música foi posteriormente incluída nas coletâneas Stop Me e The Very Best of The Smiths. A música também está incluída no videogame musical Rock Band 3. Embora a banda tenha se separado antes que pudessem fazer uma turnê com qualquer música de Strangeways, Here We Come, Morrissey cantou a música ao vivo ao lado dos ex-Smiths Andy Rourke, Mike Joyce e Craig Gannon como a música de abertura de seu infame show solo de estreia no Civic de Wolverhampton. Hall em dezembro de 1988.

## Clipe
Um videoclipe foi produzido pelo diretor Tim Broad. Ele abre com uma foto de Oscar Wilde pendurado em uma parede de tijolos e apresenta Morrissey e um grupo de sósias de Morrissey pedalando por Manchester e Salford, incluindo locais famosos como o Salford Lads' Club. Morrissey hesitou em participar dos vídeos, mas foi implorado por Geoff Travis da Rough Trade para participar, a fim de impulsionar os singles do álbum. Morrissey relembrou em sua autobiografia: "Tim Broad intervém para dar sentido a tudo, criando dois vídeos para 'Girlfriend in a Coma' e 'Stop Me If You Think You've Heard This One Before'. Os resultados para ambos são frustrantemente inacessíveis, embora Tim tenha feito o seu melhor com um orçamento tão mesquinho."

## Recepção crítica
"Stop Me If You Think You've Heard This Before" foi aclamado pela crítica desde seu lançamento. David Browne da Rolling Stone chamou a faixa de "o número mais propulsivo do álbum" e opinou: "O solo penetrante de Marr no final da música não é apenas um dos destaques emocionais do álbum - também prova que é melhor a banda se separar em vez de tentar para substituí-lo." Stephen Thomas Erlewine do AllMusic chamou a música de "clássico", enquanto Douglas Wolk do Pitchfork comentou: "Seu último single não poderia ter um título mais inteligente do que 'Stop Me if You Think You've Heard This One Before' ."
A Rolling Stone classificou a música como a 14ª melhor música dos Smiths, enquanto a NME a nomeou a 16ª melhor da banda. Consequence classificou a música como a 28ª melhor da banda, chamando-a de "uma prova do poder dos Smiths em 1987". Guitar nomeou a música como o 20º maior momento de guitarra da banda.

## Formação
- Morrissey - Vocal
- Andy Rourke - Baixo
- Mike Joyce - Bateria
- Johnny Marr - Guitarra

## Faixas

### Vinyl, 12"
1. "Stop Me If You Think You've Heard This One Before"
2. "Work Is a Four-Letter Word"
3. "Girlfriend in a Coma"
4. "I Keep Mine Hidden"

### 12"
1. "Stop Me If You Think You've Heard This One Before"
2. "Pretty Girls Make Graves"
3. "Some Girls Are Bigger Than Others"

### 7"
1. "Stop Me If You Think You've Heard This One Before"
2. "Girlfriend in a Coma"

### 45 RPM
1. "Stop Me If You Think You've Heard This One Before"
2. "Pretty Girls Make Graves"

## Covers
Em 2007, foi recomposto como "Stop Me" pelo produtor britânico Mark Ronson, incorporando fragmentos da música "You Keep Me Hangin' On" do grupo de soul music The Supremes, para seu segundo álbum de estúdio, Version de 2007. Foi escolhido. como seu primeiro single, lançado em 2 de abril de 2007. Os vocais são fornecidos pelo cantor australiano Daniel Merriweather.
Alcançou o segundo lugar na parada de singles do Reino Unido. Esta versão foi selecionada como número 80 na lista das 100 melhores músicas de 2007, segundo a revista Rolling Stone.

### Outros covers
- Em seu álbum de 1996, One and the Same, a banda americana de hardcore Vision incluiu um cover da música Stop Me.
- Em 2 de maio de 2007, durante o programa de rádio Live Lounge na BBC Radio 1, Groove Armada cantou um cover da música com Stuart Zender (ex-Jamiroquai) no baixo.